# Područna nogometna liga NSP Vinkovci 1973./74.
Prvenstvo se igralo dvokružno. Prvak područne lige je igrao kvalifikacije za Slavonsku nogometnu zonu - Posavska skupina, dok bi posljednja ili posljednje dvije ekipe ispadale u niži rang (Grupno prvenstvo nogometnog podsaveza Vinkovci), u zavisnosti od uspjeha prvaka lige u kvalifikacijama za viši rang.

## Tablica
| Mj. | Klub                        | Sus. | Pobj. | Ner. | Por. | GR.    | Bod. |
| --- | --------------------------- | ---- | ----- | ---- | ---- | ------ | ---- |
| 1.  | NK Hajduk Mirko Mirkovci    | 30   | 21    | 5    | 4    | 100:35 | 47   |
| 2.  | NK Nosteria Nuštar          | 30   | 16    | 10   | 4    | 89:49  | 42   |
| 3.  | NK Mladost Vođinci          | 30   | 17    | 3    | 10   | 86:51  | 37   |
| 4.  | NK Meteor Slakovci          | 30   | 12    | 9    | 9    | 79:62  | 33   |
| 5.  | NK Sloga Štitar             | 30   | 15    | 2    | 13   | 64:62  | 32   |
| 6.  | NK Zrinski Bošnjaci         | 30   | 13    | 4    | 13   | 72:69  | 30   |
| 7.  | NK Šokadija Stari Mikanovci | 30   | 11    | 8    | 11   | 51:65  | 30   |
| 8.  | NK Sremac Ilača             | 30   | 13    | 3    | 14   | 69:59  | 29   |
| 9.  | NK Tomislav Cerna           | 30   | 13    | 2    | 15   | 71:76  | 28   |
| 10. | NK Lovor Nijemci            | 30   | 12    | 4    | 14   | 59:79  | 28   |
| 11. | NK Mladost Antin            | 30   | 11    | 5    | 14   | 59:61  | 27   |
| 12. | NK Šokadija Babina Greda    | 30   | 12    | 3    | 15   | 51:61  | 27   |
| 13. | NK Slavonac Gradište        | 30   | 11    | 5    | 14   | 60:87  | 27   |
| 14. | NK Jadran Gunja             | 30   | 9     | 4    | 17   | 67:74  | 22   |
| 15. | NK Mladost Privlaka         | 30   | 9     | 4    | 17   | 61:90  | 22   |
| 16. | NK Krajišnik Vrbanja        | 30   | 8     | 4    | 18   | 50:92  | 20   |

## Kvalifikacije za Slavonsku nogometnu zonu
Zbog odustajanja NK Zvijezda Kaptol (prvaka Područne lige NSP Slavonska Požega) od kvalifikacija, odlučeno je da se kvalifikacije igraju po ligaškom sustavu između prvaka područnih liga NSP Nova Gradiška (NK Metalac Nova Gradiška), NSP Slavonski Brod (NK Amater Slavonski Brod) i NSP Vinkovci (NK Hajduk Mirko Mirkovci), gdje bi dvije prvoplasirane ekipe izborile promociju u Slavonsku nogometnu zonu - Posavska skupina:
23. lipnja 1974.: NK Metalac Nova Gradiška - NK Amater Slavonski Brod 3:0
26. lipnja 1974.: NK Hajduk Mirko Mirkovci - NK Metalac Nova Gradiška 4:1
30. lipnja 1974.: NK Amater Slavonski Brod - NK Hajduk Mirko Mirkovci 0:0
4. srpnja 1974.: NK Amater Slavonski Brod - NK Metalac Nova Gradiška : (pobjeda NK Amater)
10. srpnja 1974.: NK Metalac Nova Gradiška - NK Hajduk Mirko Mirkovci 3:4
14. srpnja 1974.: NK Hajduk Mirko Mirkovci - NK Amater Slavonski Brod 6:1
| Mj. | Klub                     | Sus. | Pobj. | Ner. | Por. | GR.  | Bod. |
| --- | ------------------------ | ---- | ----- | ---- | ---- | ---- | ---- |
| 1.  | NK Hajduk Mirko Mirkovci | 4    | 3     | 1    | 0    | 14:5 | 7    |
| 2.  | NK Amater Slavonski Brod | 4    | 1     | 1    | 2    |      | 3    |
| 3.  | NK Metalac Nova Gradiška | 4    | 1     | 0    | 3    |      | 2    |

U Slavonsku nogometnu zonu - Posavska skupina plasirali su se NK Hajduk Mirko Mirkovci i NK Amater Slavonski Brod.

## Unutrašnje poveznice
- Slavonska zona Posavska skupina 1973./74.